# 一磷化钙
一磷化钙 是一种无机化合物 ，化学式 CaP。它有时被简称磷化钙，但磷化钙也可以代表化学式 Ca3P2的物质。  CaP 和 Ca3P2 是完全不同的物质。 CaP 是黑色的， Ca3P2 则是红棕色的。  一磷化钙在600 °C时会分解成 Ca3P2 。
3 CaP   →   Ca3P2  +  1/4 P4

## 结构和性质
CaP 和 过氧化钠 (Na2O2) 的结构非常相似。  这个固体的结构被描述为 (Ca2+)2P24−，或是 Ca2P2。  由于这是离子化合物，其中的二磷阴离子带有负电荷且易被质子化。  水解时，一磷化钙会释放 二磷烷 (P2H4)：
Ca2P2  +  4 H2O   →   2 Ca(OH)2  +  P2H4
CaP 和 碳化钙 (CaC2) 的水解反应相似，除了一磷化钙反应生成的二磷烷会自燃。因此，CaP 必须远离空气。